# Peter Ustinov
Peter Alexander von Ustinov, CBE (właśc. Peter Alexander Freiherr von Ustinov; ur. 16 kwietnia 1921 w Londynie, zm. 28 marca 2004 w Genolier) – brytyjski aktor filmowy, teatralny i telewizyjny, reżyser oraz pisarz. Dwukrotny laureat Oscara, nagrody BAFTA, Emmy i Grammy.
Rektor University of Dundee (1968–1974) i kanclerz Durham University (1992–2004). Był ambasadorem dobrej woli UNICEF i przewodniczącym Światowego Ruchu Federalistycznego (1991–2004).

## Życiorys
Ustinov urodził się w Swiss Cottage w Londynie. Jego matka Nadia Benois była malarką, a ojciec Jona von Ustinov był niemieckim dyplomatą i rzecznikiem prasowym w niemieckiej ambasadzie w Londynie, współpracującym w czasach Trzeciej Rzeszy z brytyjskim wywiadem MI5.
Po ukończeniu Westminster School i London Theatre School, Ustinov zadebiutował na scenie w 1938 w Drewnianym demonie Antona Czechowa. W 194 zadebiutował na dużym ekranie w brytyjskim filmie propagandowym One of Our Aircraft Is Missing.
W latach 60. XX wieku zdobył dwa Oscary za drugoplanowe role w Spartakusie (1960) oraz Topkapi (1964). Wśród innych ról można wymienić m.in. Nerona w Quo vadis (1951). Zasiadał w jury konkursu głównego na 19. MFF w Cannes (1966).
W latach 60., za namową Georga Soltiego, wyreżyserował kilka oper, w tym Gianniego Schicchiego Pucciniego, L’heure espagnole Ravela, Erwartung Schönberga i Czarodziejski flet Mozarta.
Od 1969 aktorstwo i pisarstwo schodziło na drugi plan w stosunku do pracy na rzecz UNICEF-u, którego był ambasadorem dobrej woli i zbieraczem funduszy. Od 1971 mieszkał na stałe w Szwajcarii. W 1977 opublikował autobiografię Dear Me.
Jego kariera nieco zwolniła w latach 70., ale powrócił na duży ekran jako Herkules Poirot w Śmierci na Nilu (1978) w reżyserii Johna Guillermina. W latach 80. odtworzył Poirota w kilku kolejnych filmach telewizyjnych i kinowych, m.in. w Zło czai się pod słońcem (1982) i Rendez-vous ze śmiercią (1988). W 1992 odegrał rolę profesora Gusa Nikolaisa w filmie dramatycznym George’a Millera Olej Lorenza. W 1997 w Teatrze Bolszoj premierę miała jego autorska inscenizacja opery Miłość do trzech pomarańczy Prokofiewa.
W 2003, w swojej przedostatniej roli, zagrał w filmie Luter postać Fryderyka III Mądrego, księcia saskiego. Użyczył głosu głównemu bohaterowi brytyjskiej wersji serialu animowanego Doctor Snuggles.
W ostatnich latach życia cierpiał na cukrzycę i miał problemy z sercem. Zmarł 28 marca 2004 w wieku 83 lat, w wyniku niewydolności serca, w klinice w Genolier, która mieściła się w pobliżu jego domu w Bursins. Pogrzeb odbył się 2 kwietnia na cmentarzu w Bursins, przemawiała na nim w imieniu ówczesnego sekretarza ONZ Kofiego Annana Dyrektor Generalna UNICEF Carol Bellamy.
Był poliglotą. Mówił płynnie po angielsku, francusku, hiszpańsku, włosku, niemiecku i rosyjsku, a także po turecku i grecku.

## Życie prywatne
Ustinov był trzykrotnie żonaty. Jego pierwszą żoną w latach 1940–1950 była Isolde Denham, przyrodnia siostra aktorki Angeli Lansbury. Mieli jedno dziecko, córkę Tamarę (ur. 1945). Drugie małżeństwo zawarł z Suzanne Cloutier w 1954, zakończone rozwodem w 1971. Mieli troje dzieci, dwie córki: Pavlę i Andreę oraz syna Igora. Trzeci i ostatni raz ożenił się w 1972 z Helene du Lau D’Allemans. Małżeństwo to trwało do jego śmierci.

## Filmografia

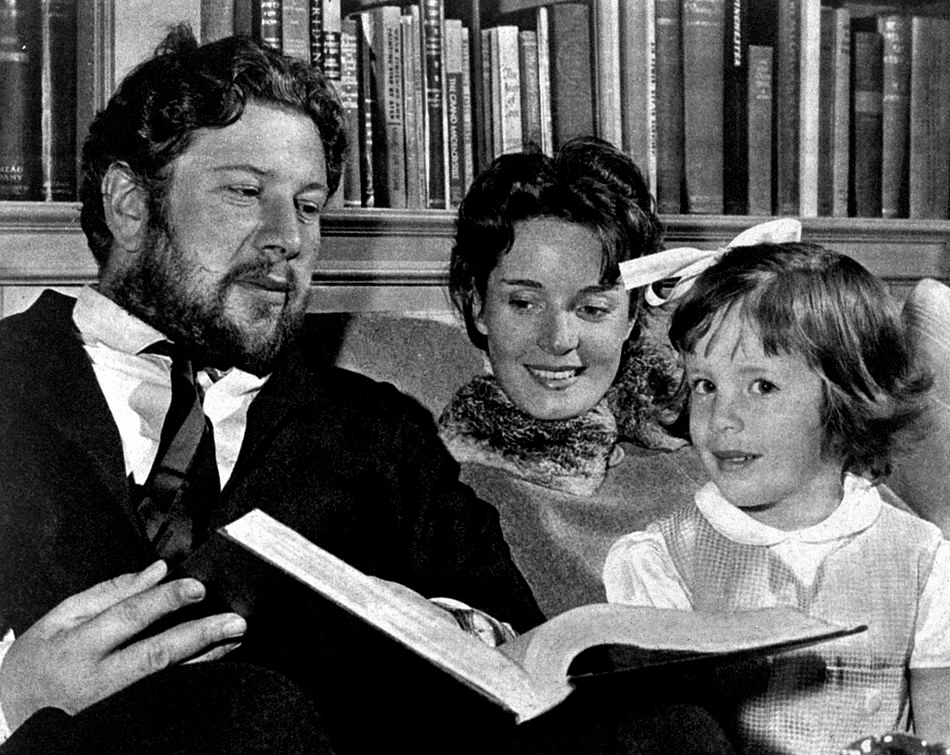
Ustinov wraz z żoną i córką (lata 50.)

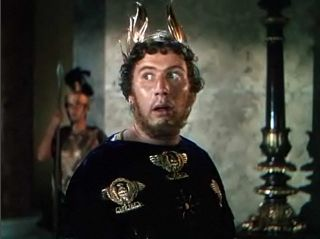
Ustinov jako Neron w filmie Quo vadis (1951)

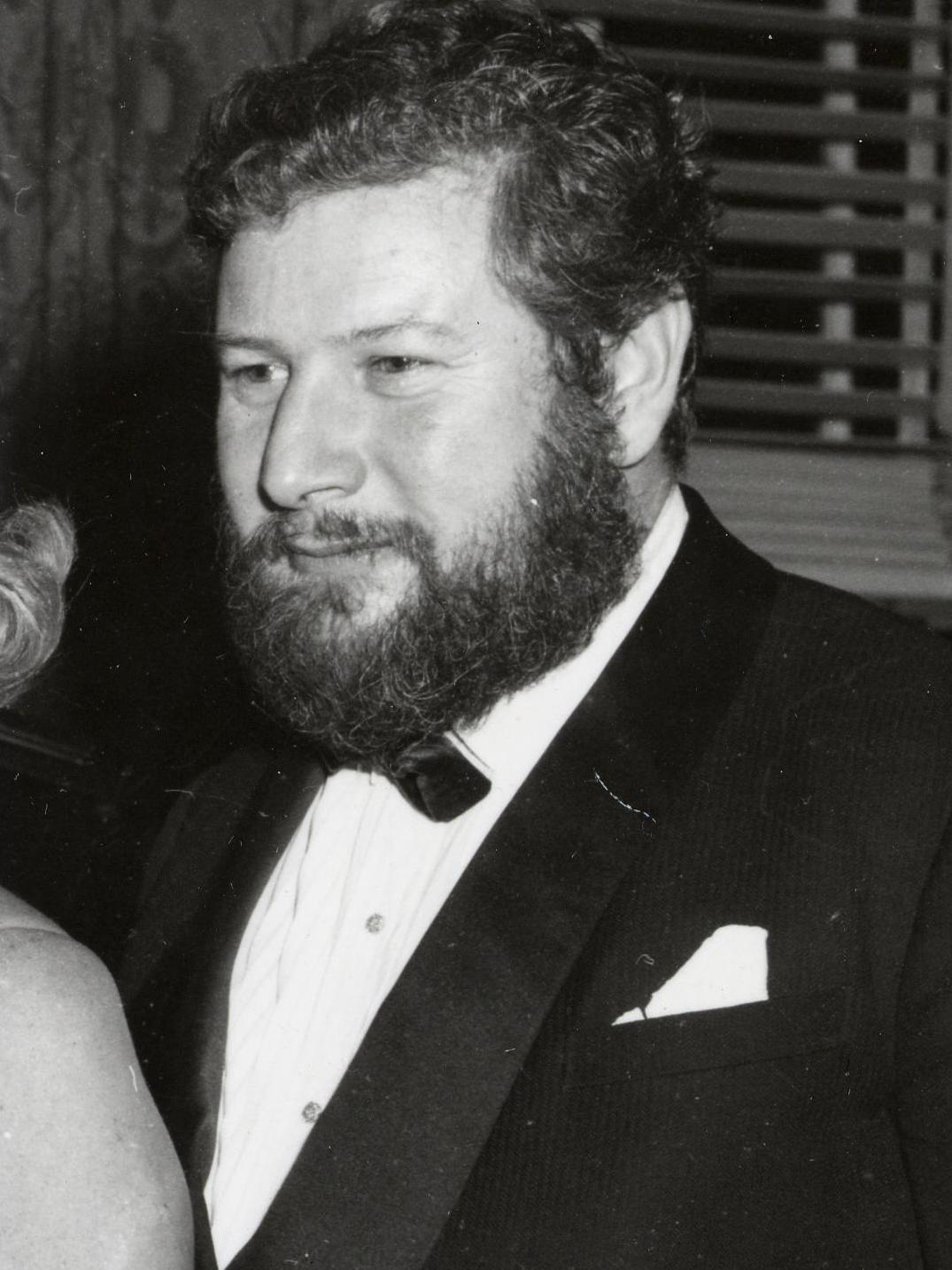
Ustinov (lata 60.)

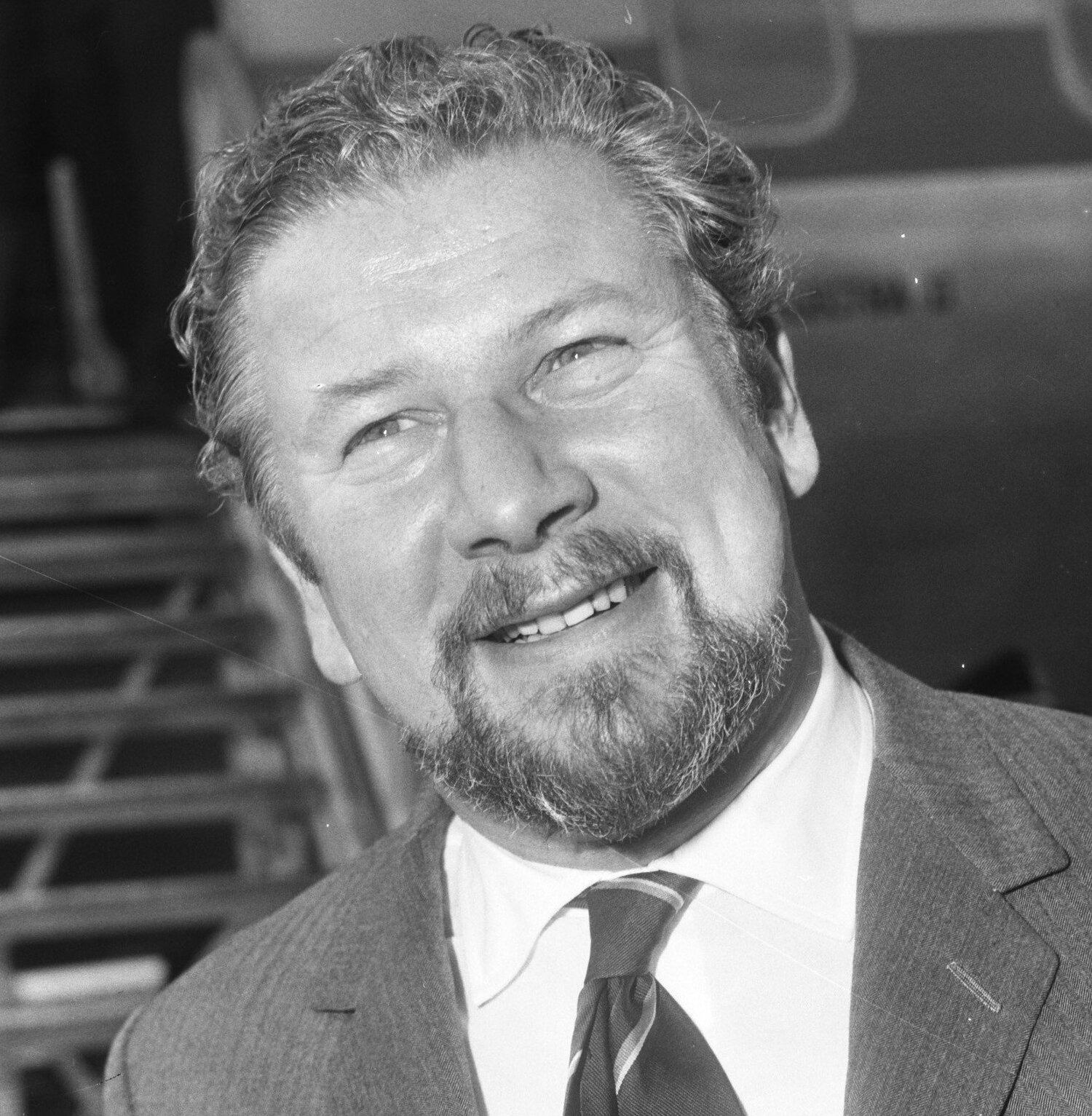
Ustinov (1965)

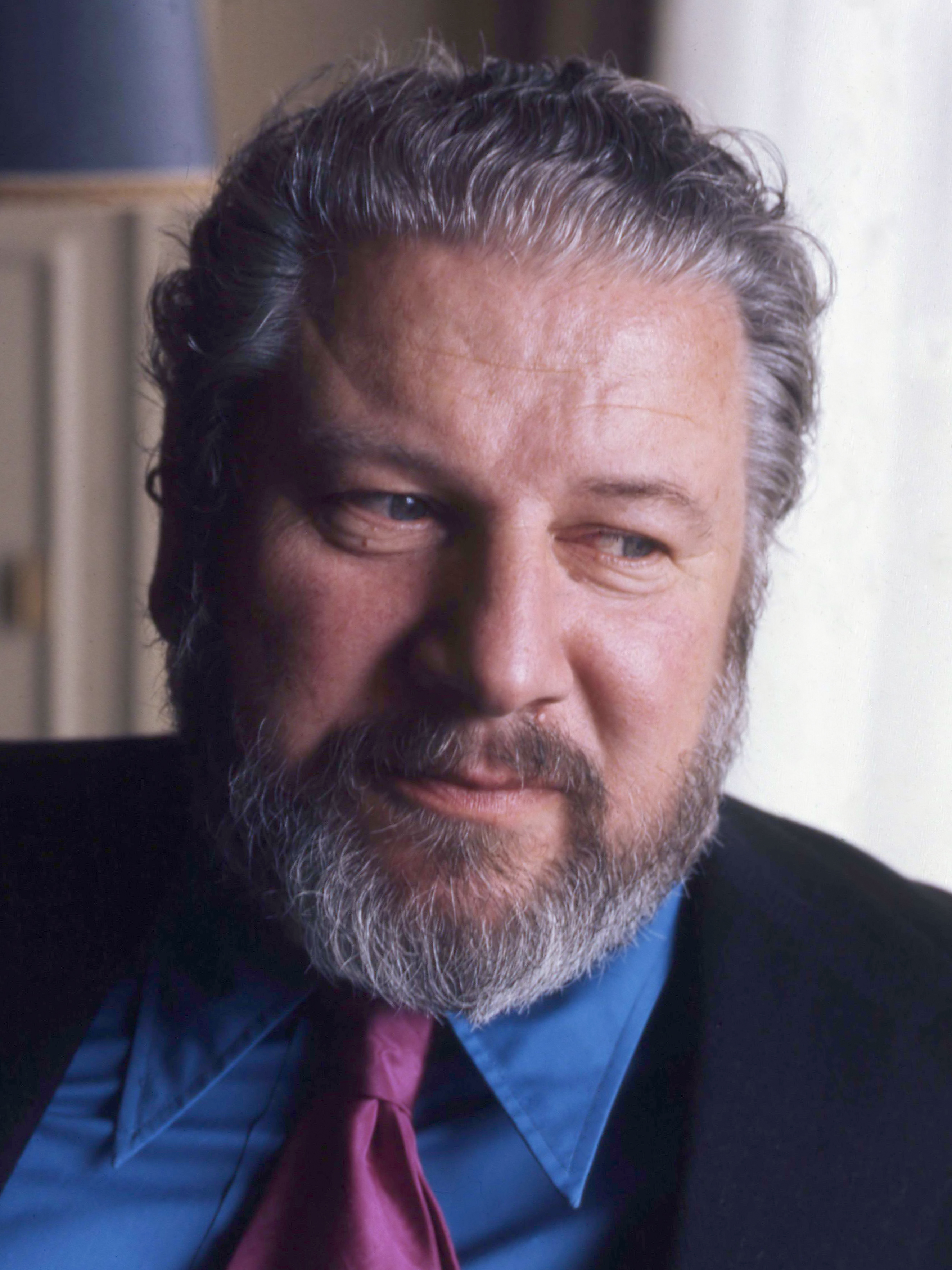
Ustinov na fot. Allana Warrena (1973)

| - 1940 Hullo Fame (dokumentalny) Mein Kampf – My Crimes (dokumentalny) - 1942 Let the People Sing – dr Bentika Jeden z naszych samolotów zaginął (One of Our Aircraft Is Missing) – ksiądz The Goose Steps Out – Krauss - 1943 The New Lot (krótkometrażowy) – Keith - 1944 Droga przed nami (The Way Ahead) – Rispoli - 1945 The True Glory (dokumentalny) - 1946 School for Secrets (reżyser i scenarzysta) Carnival (współscenarzysta) - 1948 Vice Versa (reżyser, scenarzysta, producent) - 1949 Private Angelo – szer. Angelo - 1950 Odette – por. Alex Rabinovich/Arnauld - 1951 Hotel Sahara – Emad Magiczna skrzynka (The Magic Box) – przemysłowiec Quo vadis – Neron - 1952 Le Roi et l’oiseau (rysunkowy) – głos w wersji ang. Dom pani Tellier (Le plaisir) – narrator w wersji angielskiej - 1954 Egipcjanin Sinuhe – Kaptah Piękny Brummell (Beau Brummell) – książę Walii - 1955 Nie jesteśmy aniołami (We’re No Angels) – Jules Lola Montès – konferansjer w cyrku - 1957 Les espions – Michel Kiminsky Un angelo è sceso a Brooklyn – pan Bossi - 1957-1958 Omnibus (serial TV) – szeryf/dr Samuel Johnson - 1960 Spartakus (Spartacus) – Lentulus Batiatus The Sundowners – Rupert Venneker - 1961 Romanoff and Juliet (reżyser, scenarzysta, współproducent) – generał - 1962 Billy Budd – Edwin Fairfax Vere - 1963 Alleman (dokumentalny) – narrator w wersji ang. Women of the World (dokumentalny) – narrator - 1964 Topkapi – Arthur Simon Simpson The Peaches (krótkometrażowy) – narrator - 1965 Lady L – książę Otto Johnie Goldfarb, proszę do domu! (John Goldfarb, Please Come Home) – król Fawz - 1966-1971 Hallmark Hall of Fame (serial TV) – Abel Shaddick/Gideon/Sokrates - 1967 Haiti – wyspa przeklęta (The Comedians) – ambasador Manuel Pineda The Comedians in Africa (dokumentalny) – on sam - 1968 Blackbeard’s Ghost – kpt. Blackbeard Hot Millions – Marcus Pendleton/Caesar Smith - 1969 Viva Max! – gen. Maximillian Rodrigues DeSantos - 1970 The Festival Game (dokumentalny) - 1972 Hammersmith Is Out – doktor - 1973 Burt Bacharach Opus No. 3 – on sam Robin Hood (animowany) – głos w wersji ang.: lew-książę Jan/król Ryszard | - 1975 One of Our Dinosaurs is Missing – Hnup Wan - 1976 Ucieczka Logana (Logan’s Run) – starzec Treasure of Matecumbe – dr Snodgrass The Muppet Show – on sam - 1977 Un taxi mauve – Taubleman Jezus z Nazaretu (Jesus of Nazareth) (serial TV) – Herod Wielki The Last Remake of Beau Geste – Markov The Mouse and His Child – głos w wersji ang.: szczur Manny Doppio delitto – Harry Hellman - 1978 Śmierć na Nilu (Death on the Nile) – Hercule Poirot Złodziej z Bagdadu (Thief of Baghdad) – kalif - 1979 Tarka the Otter – narrator Porwanie (Ashanti) – Sulejman Nous maigrirons ensemble – Victor - 1981 Muppety na tropie (The Great Muppet Caper) – taksówkarz Charlie Chan i klątwa Dragon Queen (Charlie Chan and the Curse of the Dragon Queen) – Charlie Chan Grendel Grendel Grendel (animowany) – głos Doctor Snuggles (animowany serial TV) – głos w wersji ang.: dr Snuggles - 1982 Zło czai się wszędzie (Evil Under the Sun) – Hercule Poirot - 1984 İnce Memed – Abdi Aga - 1985 Thirteen at Dinner – Hercule Poirot - 1986 Altanka nieboszczyka (Dead Man’s Folly) – Hercule Poirot Peter Ustinov’s Russia (dokumentalny) Murder in Three Acts – Hercule Poirot - 1988 Randka ze śmiercią (Appointment with Death) – Hercule Poirot Peep and the Big Wide World (krótkometrażowy) – narrator - 1989 Rewolucja francuska (La Révolution française) – André-Boniface-Louis Riquetti Granpa (rysunkowy) – głos w wersji ang.: dziadek W 80 dni dookoła świata (Around the World in 80 Days) (serial TV) – detektyw Wilbur Fix - 1990 C’era un castello con 40 cani – lek. wet. Muggione - 1992 Olej Lorenza (Lorenzo’s Oil) – prof. Gus Nikolais - 1995 The Phoenix and the Magic Carpet – dziadek/głos Feniksa The Old Curiosity Shop – dziadek Paths of the Gods (dokumentalny) - 1998 Stiff Upper Lips – Horace - 1999 Kawaler (The Bachelor) – dziadek James Shannon Alicja w Krainie Czarów – Mors Folwark zwierzęcy (Animal Farm) – głos w wersji ang.: Major - 2000 My Khmer Heart (dokumentalny) Majestät brauchen Sonne (dokumentalny) - 2001 Stanley Kubrick: A Life in Pictures (dokumentalny) – on sam - 2002 Salem Witch Trials – William Stroughton - 2003 Luter (Luther) – Fryderyk III Mądry Winter Solstice – Hughie McLellan - 2004 Siberia: Railroad Through the Wilderness – narrator |

## Publikacje
| - Abelard and Heloise - Add a Dash of Pity and Other Short Stories - Brewer’s Theatre (współautor) - The Comedy Collection - Dear Me - Disinformer: Two Novellas - Frontiers of the Sea - Generation at Jeopardy: Children in Central and Eastern Europe and the Former Soviet Union - God and the State Railways - Half Way Up a Tree - The Indifferent Shepherd - James Thurber with Thurber - Klop and the Ustinov Family (wspólnie z Nadią B. Ustinov) - Krumnagel - The Laughter Omnibus - Life is an Operetta And Other Short Stories - Loser - The Love of Four Colonels | - The Methuen Book of Theatre Verse (wspólnie z Jonathanem i Moirą Fieldami) - Monsieur René (wyd. pol. Muza S.A., 2001, ISBN 83-7200-869-8) - My Russia - Niven’s Hollywood (wspólnie Tomem Hutchinsonem) - Old Man & Mr. Smith - Photo Finish - Quotable Ustinov - Romanoff and Juliet - Still at Large - The 13 Clocks (wspólnie z Jamesem Thurberem) - The Unicorn in the Garden and Other Fables for Our Time (wspólnie z Jamesem Thurberem) - The Unknown Soldier and His Wife - Ustinov at Eighty - Ustinov at Large - Ustinov in Russia - Ustinov Still at Large - Beethoven’s Tenth |

## Nagrody i odznaczenia
- Nagroda Akademii Filmowej
  - 1961: Spartakus
  - 1965: Topkapi
- Złoty Glob 1952: Quo vadis
- Nagroda BAFTA Britannia Award: 1992
- Nagroda Emmy – Najlepszy aktor pierwszoplanowy:
  - 1959: Omnibus • The Life of Samuel Johnson
  - 1967: Hallmark Hall of Fame
  - 1970: A Storm in Summer
- Nagroda na MFF w Berlinie Nagroda specjalna • Srebrny Niedźwiedź: 1972

Na wniosek dzieci został Kawalerem Orderu Uśmiechu, który przyznała mu Międzynarodowa Kapituła Orderu Uśmiechu na posiedzeniu w dniu 21 września 1974. Odznaczenie oraz legitymację z numerem 111 odebrał 31 maja 1977 w Teatrze Wielkim w Warszawie. Ceremonii przewodniczył kanclerz kapituły, Cezary Leżeński.
W 1990 uzyskał tytuł szlachecki sir. Był także komandorem Orderu Imperium Brytyjskiego (CBE).